# Celebrity Cruises
Celebrity Cruises grundades 1989 av Greklandsbaserade Chandris Group. 1997 slogs företaget ihop med Royal Caribbean International till Royal Caribbean Cruises Ltd., som driver Celebrity Cruises, Royal Caribbean International och Silversea Cruises. Företaget har sitt huvudkontor i Miami, Florida.

## Historik
1989 - Celebrity Cruises grundades i april som ett dotterbolag till det Greklandsbaserade Chandris Group.
1990 – Celebrity Cruises första fartyg är det ombyggda fartyget Galileo, som får namnet Meridian. Horizon blir företagets andra fartyg.
1992 – Horizons systerfartyg, Zenith, sätts i trafik.
1995 – Företagets första fartyg i Century-klassen, Century, tas i drift.
1996 - Det andra fartyget i Century-klassen, Galaxy, inleder sina resor.
1997 - Chandris-familjen säljer sina ägarandelar i Celebrity Cruises till Royal Caribbean International. Celebrity och Royal Caribbean slår sig samman till Royal Caribbean Cruises Ltd. Mercury, ett tredje fartyg i Century-klassen, tas i drift och Meridian säljs till det Singapore-baserade företaget Sun Cruises.
2000 – Millennium, företagets första fartyg i Millennium-klassen med gasturbiner, inleder sina resor.
2001 – Fartyg nummer två i samma klass, Infinity, tas i drift. Det nya varumärket Celebrity Expeditions lanseras, med det mindre fartyget Celebrity Xpedition som ska resa runt Galapagosöarna. 
2002 – Det här året kommer två nya fartyg i Millennium-klassen, Summit och Constellation.
2005 – Horizon överförs till det Storbritannienbaserade Royal Caribbean-dotterbolaget Island Cruises. Det första fartyget i Solstice-klassen beställs från Meyer-varvet.
2006 – Planer görs upp för att överföra Blue Moon och Blue Dream från Pullmantur Cruises flotta till Celebrity Cruises under namnen Celebrity Quest och Celebrity Journey. De här fartygen skulle ha blivit en del av Celebrity Expeditions flotta. 
2007 – Fjolårsplanerna ändras och det helt nya varumärket Azamara Cruises, med fartygen Quest och Journey, lanseras. Zenith överförs till Pullmantur Cruises.
2008 – Celebrity Solstice, det första fartyget i den nya fartygsklassen, inleder sina resor. Alla fartyg i flottan får tillnamnet Celebrity före deras ursprungliga namn.
2009 – Fartyg nummer två i Solstice-klassen, Celebrity Equinox, tas i drift. Celebrity Galaxy överförs till TUI Cruises.
2010 – Celebrity Eclipse tas i drift.
2011 – Det fjärde fartyget i Solstice-klassen, Celebrity Silhouette, inleder sina resor. Celebrity Mercury säljs till TUI Cruises.
2012 – Celebrity Reflection tas i drift. Företagets andra fartyg uppgraderas med faciliteter som finns på fartygen i Solstice-klassen.

## Celebrity Cruises fartyg

### Solstice-klassen
| Fartyg                 | Byggår | Passagerarkapacitet | Bruttotonnage | Notiser                   |
| ---------------------- | ------ | ------------------- | ------------- | ------------------------- |
| «Celebrity Solstice»   | 2008   | 2.850               | 122.000       |                           |
| «Celebrity Equinox»    | 2009   | 2.850               | 122.000       |                           |
| «Celebrity Eclipse»    | 2010   | 2.850               | 122.000       |                           |
| «Celebrity Silhouette» | 2011   | 2.886               | 122.000       |                           |
| «Celebrity Reflection» | 2012   | 3.046               | 126.000       | Celebritys största fartyg |

### Millennium-klassen
| Fartyg                    | Byggår | Passagerarkapacitet | Bruttotonnage | Notiser                    |
| ------------------------- | ------ | ------------------- | ------------- | -------------------------- |
| «Celebrity Millennium»    | 2000   | 2.138               | 91.000        | Före detta «Millennium»    |
| «Celebrity Infinity»      | 2001   | 2.499               | 91.000        | Före detta «Infinity»      |
| «Celebrity Summit»        | 2002   | 2.158               | 91.000        | Före detta «Summit»        |
| «Celebrity Constellation» | 2002   | 2.038               | 91.000        | Före detta «Constellation» |

### Century-klassen
| Fartyg              | Byggår | Passagerarkapacitet | Bruttotonnage | Notiser              |
| ------------------- | ------ | ------------------- | ------------- | -------------------- |
| «Celebrity Century» | 1995   | 1.778               | 71.545        | Före detta «Century» |

### Xpedition-klassen
| Fartyg                | Byggår | Passagerarkapacitet | Bruttotonnage | Notiser        |
| --------------------- | ------ | ------------------- | ------------- | -------------- |
| «Celebrity Xpedition» | 2001   | 96                  | 2.842         | Renoverat 2012 |

### Edge-klassen
| Fartyg             | Byggår | Passagerarkapacitet | Bruttotonnage | Notiser |
| ------------------ | ------ | ------------------- | ------------- | ------- |
| «Celebrity Edge»   | 2018   | 2.918               | 130.818       |         |
| «Celebrity Apex»   | 2020   | 3.405               | 130.818       |         |
| «Celebrity Beyond» | 2018   | 3.260/3.937         | 141.420       |         |
| «Celebrity Ascent» | 2021   | 3.260/3.937         | 141.420       |         |

### Tidigare fartyg
| Fartyg              | Byggår | Seglade under Celebrity Cruises | Bruttotonnage | Nuvarande status                                                                       |
| ------------------- | ------ | ------------------------------- | ------------- | -------------------------------------------------------------------------------------- |
| «Meridian»          | 1963   | 1990-1997                       | 30.440 GRT    | Såld till Sun Cruises 1997                                                             |
| «Horizon»           | 1990   | 1990-2005                       | 46.811        | 2005-2012 «Island Star» under Island Cruises. Från 2012 under CDF Croisières de France |
| «Zenith»            | 1992   | 1992-2007                       | 47.255        | Under Pullmantur Cruises från 2007                                                     |
| «Celebrity Galaxy»  | 1996   | 1996-2009                       | 76.522        | Köpt av TUI Cruises 2009                                                               |
| «Celebrity Mercury» | 1997   | 1997-2011                       | 77.713        | Köpt av TUI Cruises 2011                                                               |